# 대한민국 민법 제339조
대한민국 민법 제339조는 유질계약의 금지에 대한 민법 물권법 동산질권 조문이다. 

## 조문
제339조(유질계약의 금지) 질권설정자는 채무변제기전의 계약으로 질권자에게 변제에 갈음하여 질물의 소유권을 취득하게 하거나 법률에 정한 방법에 의하지 아니하고 질물을 처분할 것을 약정하지 못한다.